# Ajida Tuma-Sulajman
Ajida Tuma-Sulajman (hebr.: עאידה תומא סלימאן, arab.: عايدة توما سليمان, ang.: Aida Touma-Suleiman, Aida Touma-Sliman  ur. 16 lipca 1964 w Izraelu) – izraelska działaczka społeczna, dziennikarka, redaktorka i polityk narodowości arabskiej, od 2015 poseł do Knesetu.

## Życiorys
Urodziła się 16 lipca 1964 w Izraelu.
Pracowała jako dziennikarka, była pierwszą arabską kobietą na stanowisku redaktora naczelnego gazety. Jest działaczką feministyczną oraz na rzecz praw człowieka. W 2007 była w gronie kobiet – kandydadatek do Pokojowej Nagrody Nobla.
W polityce związała się z Hadaszem. W wyborach w 2015 została wybrana posłem ze Zjednoczonej Listy. W dwudziestym Knesecie przewodniczyła komisji ds. statusu kobiet i równouprawnienia.
W wyborach w kwietniu 2019 uzyskała reelekcję z listy Hadasz-Ta’al.